# Narodni park Divjaka-Karavasta
Narodni park Divjakë-Karavasta (albansko Parku Kombëtar Divjakë-Karavasta) je narodni park v zahodni Albaniji, ki se razprostira po ravnini Myzeqe v neposredni bližini Jadranskega morja. Park se razprostira na 222,3 kvadratnih kilometrih (22.230 ha) in vsebuje izjemne značilnosti, kot so mokrišča, soline, obalni travniki, poplavne ravnice, gozdovi, trstika in rečna ustja. Zaradi pomembne in velike razpoložljivosti ptic in rastlin v parku, je bil opredeljen kot pomembno območje za ptice in rastline mednarodnega pomena.
Med največjimi v Sredozemskem morju je laguna Karavasta po Ramsarski konvenciji od leta 1995 priznana kot mokrišče mednarodnega pomena. Od Jadranskega morja ga ločuje velika sipina, ki je nastala iz sedimentov, ki sta jih prinesli reki Škumbin in Seman. Park se nahaja blizu morja in ima sredozemsko podnebje s temperaturami, ki se gibljejo med 12 ° C februarja in 24 ° C avgusta.
Posebno podnebje je bilo naklonjeno razvoju širokega nabora rastlinskih in živalskih vrst izjemne kakovosti. Kar zadeva biogeografijo, v celoti spada v ilirski listnati gozd, kopensko ekoregijo palearktični sredozemski gozdovi in makija. Bogastvo živali se odraža v številnih vrstah in podvrstah opisanih do danes in sicer 228 vrst ptic, 25 vrst sesalcev, 29 vrst plazilcev in 29 vrst dvoživk. Park je večinoma opazen po tem, da predstavlja 5 % svetovne populacije globalno ogroženega in izjemno redkega kodrastega pelikana (Pelecanus crispus).
Močvirja in mokrišča so bogata z algami in gostimi travami. Gozdove in gozdne površine sestavlja mešanica različnih vrst listavcev, iglavcev in drugih dreves zaradi spodnjih tokov rečnih dolin in morske obale. Gozdovi so pomembni, ker nudijo zavetje številnim živalim, vključno z rdečo lisico, zlatim šakalom in srnjadi.
Park je pomemben drstiščni in negovalni habitat gospodarsko dragocenih vrst rib, ki jih izkorišča lokalna ribiška zadruga. Znan je tudi po lepoti naravne krajine, vlogi v lokalnem gospodarstvu in turistični privlačnosti. Ta park raziskovalcem ponuja široko paleto raznolikih divjih živali.
Vendar pa je gradbeni velikan Mabetex v lasti kosovsko-albanskega poslovneža Behgjeta Pacollija, ki mu ostro nasprotujejo okoljevarstveniki in lokalne oblasti, predlagal nov projekt kompleksa v parku.

## Geografija
Narodni park Divjaka-Karavasta je strateško lociran na jugovzhodni obali Jadranskega morja. Park leži večinoma med zemljepisnimi širinami 40 ° in 55 ° S ter dolžinami 19 ° in 29 ° E. Zavzema 222,30 km² v okrožju Fier v jugozahodni Albaniji, ki obsega precejšen del albanske obale Jadranskega morja. Najbolj sosednje mesto parka je Divjakë, ki se nahaja na vzhodu od vhoda v park. Približno 35 kilometrov dolga obala je razmeroma ravna in poteka od ustja reke Škumbin do ustja reke Seman.
Mandat parka vključuje zaščito lagun Godulla in Karavasta ter estuarija reke Škumbin na severu in Seman na jugu. Na vodna telesa parka vpliva predvsem dotok tistih rek, ki prinašajo pesek, mulj in školjke, ki nato tvorijo številne majhne otoke in ozke rtiče. Zaradi teh nasutij je dno lagune razmeroma gladko in ravno, z nizko slanostjo in veliko količino biomase, kar znatno vpliva na barvo lagun.
Reka Škumbin izvira na vzhodnem delu gora Valamara v okrožju Korçë. Pri Gryka e Shkumbinit reka, ki je bila do takrat ujeta v ozki dolini, prebije gorovje Skanderbeg in vstopi v obalno regijo, dokler ne doseže severnega dela parka, kjer se izliva v Jadransko morje. Reka Seman se začne ob sotočju reke Osum in reke Devoll v okrožju Korçë. Njen estuarij, ki leži v južnem delu parka, je precej močvirnat in zanj je značilna prisotnost vodnih bazenov in ribnikov.

## Rastlinstvo in živalstvo

### Rastlinstvo
Kar zadeva fitogeografijo, narodni park Divjaka-Karavasta spada v ilirsko provinco circumborealne regije znotraj borealnega kraljestva. Popolnoma spada v kopensko ekoregijo palearktični sredozemski gozdovi in makija. Kombinacija raznolike geologije, hidrologije in posebnih podnebnih razmer na ozemlju parka je določila precejšnjo raznolikost vrst in habitatov, od katerih so številni nacionalnega ohranitvenega pomena.
Obalne in peščene sipine se nahajajo pretežno ob obali morja, pa tudi ob rečnih ustjih in lagunah. Zagotavljajo edinstveno rastlinsko življenje in zdravo populacijo majhnih živali in žuželk. Ta ekosistem predstavlja redek pokrov z malo trave, odporne na sol, da stabilizira sipine. Gostota trave se povečuje, ko so sipine bolj stabilne.
Gozdovi v parku so raznoliki, od iglavcev do listavcev in gozdnih površin. Velik del gozdnih virov se nahaja predvsem v severnem kotu Karavaste med peščenimi plažami in izlivom Škumbine. Borovci ostajajo vedno bolj prevladujoča značilnost parka, ki ga predstavljajo vrste, kot sta alepski bor (Pinus halepensis) in pinija (Pinus pinea). V parku najdemo tudi različne vrste dreves, med katerimi so brin, vrba, hrast, jelša, brest in jesen.

### Živalstvo
Glede na posebno lokacijo in mozaično razporeditev različnih tipov habitatov je velika razpoložljivost vode, na katero vpliva konfiguracija terena, ustvarila čudovito favno. Bogastvo favne predstavlja 228 vrst ptic, 25 vrst sesalcev, 29 vrst plazilcev in 29 vrst dvoživk.
Park je ena najpomembnejših destinacij za ptičje življenje v državi, ki vsebuje osupljivo mešanico gnezdilk in selivk, od katerih je skoraj 15 vrst globalno ogroženih. Morda predstavlja najpomembnejšo ekološko vrednost parka. Zaščitene odprte vode mokrišč in obrobne obale zagotavljajo počivališča za ptice selivke na poti med Evropo in Afriko po jadranski poti. Morda najbolj znana ptica je ranljivi in izjemno redki kodrasti pelikan. Endemičen je v laguni Karavasta, ki je edino obmorsko gnezdišče te vrste ob Jadranskem in Jonskem morju.
Glede na veliko raznolikost ekosistemov je v gostih gozdovih in grmih 25 vrst sesalcev. Ni jih tako enostavno opaziti, ker se vedno skrivajo ali bežijo predvsem zaradi prisotnosti ljudi. Številnim živalskim vrstam je všeč tudi vmesnik med travnikom in gozdom zaradi bližine odprtih površin za iskanje in zaščito. Gozdovi nudijo zatočišče redkim zlatim šakalom in globalno ogroženi rdeči lisici, ki je najpogostejša in najbolj razširjena vrsta lisic na svetu. Močvirja in gozdovi vsebujejo tudi številne ogrožene vrste, kot sta skoraj izumrla srna in vidra.

## Galerija
- Ribiška hiša
- Laguna Karavasta
- Naravni habitat
- Toristični in informacijski center
- Opazovalni stolp
- Peščene sipine